# Fútbol base del Athletic Club
El fútbol base del Athletic Club hace referencia a las categorías inferiores y de formación de fútbol del club, también conocidas en el argot deportivo con el término de cantera. En la actualidad la entidad cuenta con once equipos filiales masculinos donde forma tanto futbolística como educacionalmente a los posibles futuros jugadores de la primera plantilla, siendo considerada como una de las mejores del mundo; no obstante, el Centro Internacional para Estudios Deportivos (en inglés: International Centre for Sports Studies - CIES) la considera la sexta academia del mundo en producir jugadores de primer nivel. Tras la creación en 2002 del equipo femenino se incorporaron a la disciplina del club el equipo sénior, juvenil, cadete e infantil de la citada categoría.

## Contexto

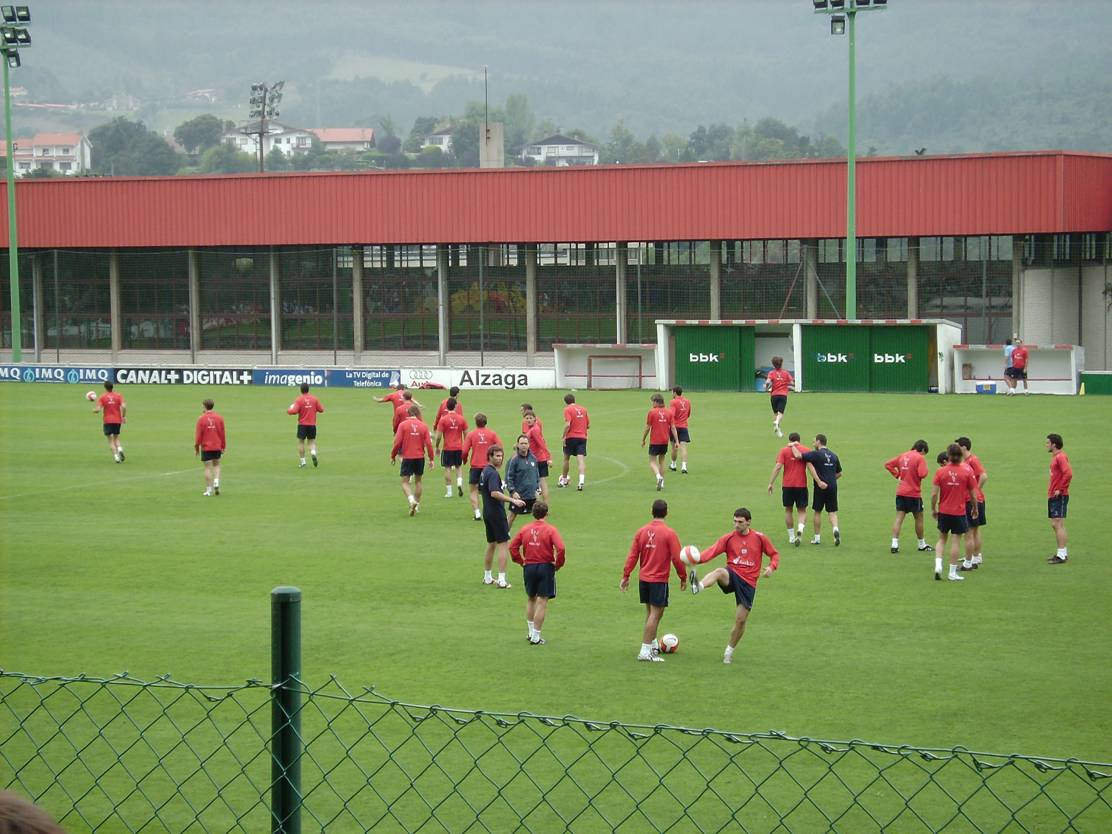
Instalaciones de Lezama, lugar de entrenamiento y formación de jugadores del Athletic Club.

La estructura rojiblanca —conocida popularmente como «Lezama», en referencia a la localización de sus instalaciones de entrenamiento y cantera— tuvo sus inicios a principios de los años setenta, fecha en la que se da una primera forma a los equipos de formación, denominados en los orígenes del foot-ball español como segundos o terceros equipos (generalmente divididos en juveniles o infantiles). La baja edad de los integrantes de las sociedades de fútbol, en la que algunos casos eran adolescentes, propiciaba que se reservase lo que hoy se conoce como cantera a la edad infante. Los segundos o terceros equipos quedaban a expensas del conformado como primer equipo de las sociedades, decidiendo el propio club quién conformaba cada cual, debiendo recordar que en la época todo socio integrante del club podía formar parte del equipo y muchos de ellos eran juveniles. Cabe destacar la curiosidad al respecto acontecida en 1903 cuando el club fundó un equipo filial en Madrid bajo el nombre de Athletic Club (Sucursal de Madrid). Este equipo fue creado debido al gran número de oriundos habitantes en Madrid y así no solo contar con mayores efectivos, sino principalmente para contar con futbolistas a la hora de jugar algún encuentro en la capital —entonces sede del Campeonato de España de Copa, la única competición a nivel nacional— ya que los desplazamientos eran muy costosos. Tras años como sucursal del equipo bilbaíno y/o filial finalmente terminó por desvincularse para pasar a ser una entidad propia, conocida desde entonces como Club Atlético de Madrid.
Así pues, si bien es cierto que siempre hubo equipos inferiores en el seno del club, no fue hasta avanzada la segunda mitad de siglo XX cuando se regularizó su formación con la instauración de las categorías y complejo por el entonces presidente Félix Oráa.
Una de las principales esencias dentro del club es la de formar a jugadores de raíces u origen vasco, o en su defecto, formados en canteras de otros clubes vascos, algo que el propio club denomina como filosofía deportiva. Según palabras de los máximos dirigentes del club:

“Nuestra filosofía deportiva se rige por el principio que determina que pueden jugar en sus filas los jugadores que se han hecho en la propia cantera y los formados en clubes de Euskal Herria, que engloba a las siguientes demarcaciones territoriales: Bizkaia, Gipuzkoa, Araba, Nafarroa, Lapurdi, Zuberoa y Nafarroa Behera, así como, por supuesto, los jugadores y jugadoras que hayan nacido en alguna de ellas.”

Dicha filosofía está vigente al menos desde los años cincuenta, y ha estado en numerosas ocasiones suscitada de polémica debido a la laxitud o modificaciones que ha ido amparando para dar cabida a nuevos futbolistas.
La cantera bilbaína es una de las más prolíficas del panorama europeo, y a fecha de 2021 un total de 25 futbolistas participan en el máximo nivel continental, esto es, con presencia en los campeonatos denominados como el «big-5», con un índice de valoración del 47,7% según CIES Football Observatory, los quintos mejores datos entre los clubes españoles. Si bien su influencia ha ido decayendo con el devenir de los años, es uno de los viveros históricos del panorama español y el que más rendimiento saca de sus futbolistas. En comparativa con el resto de clubes de Europa, la participación de sus jugadores en el primer equipo supone que más del 50% de los minutos disputados en la temporada pertenezcan a jugadores formados en su cantera, únicamente superado por el Mestský Športový Klub Žilina eslovaco, el Futbolny Klub Dynamo Kyiv ucraniano, y los checos Sportovní Klub Sigma Olomouc y Football Club Slovácko, y la más influyente entre las entidades consideradas «élite» en el Viejo Continente. Su trabajo de formación es a menudo señalado como uno de los referentes a nivel mundial, y como un ejemplo a seguir en un panorama futbolístico cada vez más internacionalizado.

## Jugadores históricos

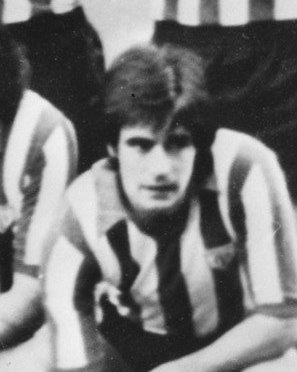
Txetxu Rojo, canterano que más partidos ha disputado en la historia del primer equipo con 541.

Entre los grandes nombres que salieron de la fructífera cantera, destacan algunos nombres como los de los entrenadores Javier Clemente, Koldo Agirre o Iñaki Sáez, o los futbolistas José Ramón Alexanco, los hermanos Julio y Patxi Salinas, Rafael Alkorta, Genar Andrinua, Andoni Goikoetxea, Julen Guerrero, Fran Yeste, Aritz Aduriz, Andoni Iraola, o el campeón mundialista Fernando Llorente, entre otros.
Otros destacados de la cantera de Lezama que conformaron la plantilla profesional del Athletic Club y de otros equipos fueron: los delanteros Iñaki Williams, Fidel Uriarte o Manu Sarabia, los centrocampistas Iker Muniain, Ismael Urtubi, Josu Urrutia, Carlos Gurpegi, Miguel De Andrés o Ander Iturraspe, los defensas Fernando Amorebieta, Asier del Horno, Aitor Karanka, Aitor Larrazabal o Mikel San José, y los guardametas Dani Aranzubia, Kepa Arrizabalaga o Juan José Valencia por citar algunos.

## Equipos filiales

### Bilbao Athletic

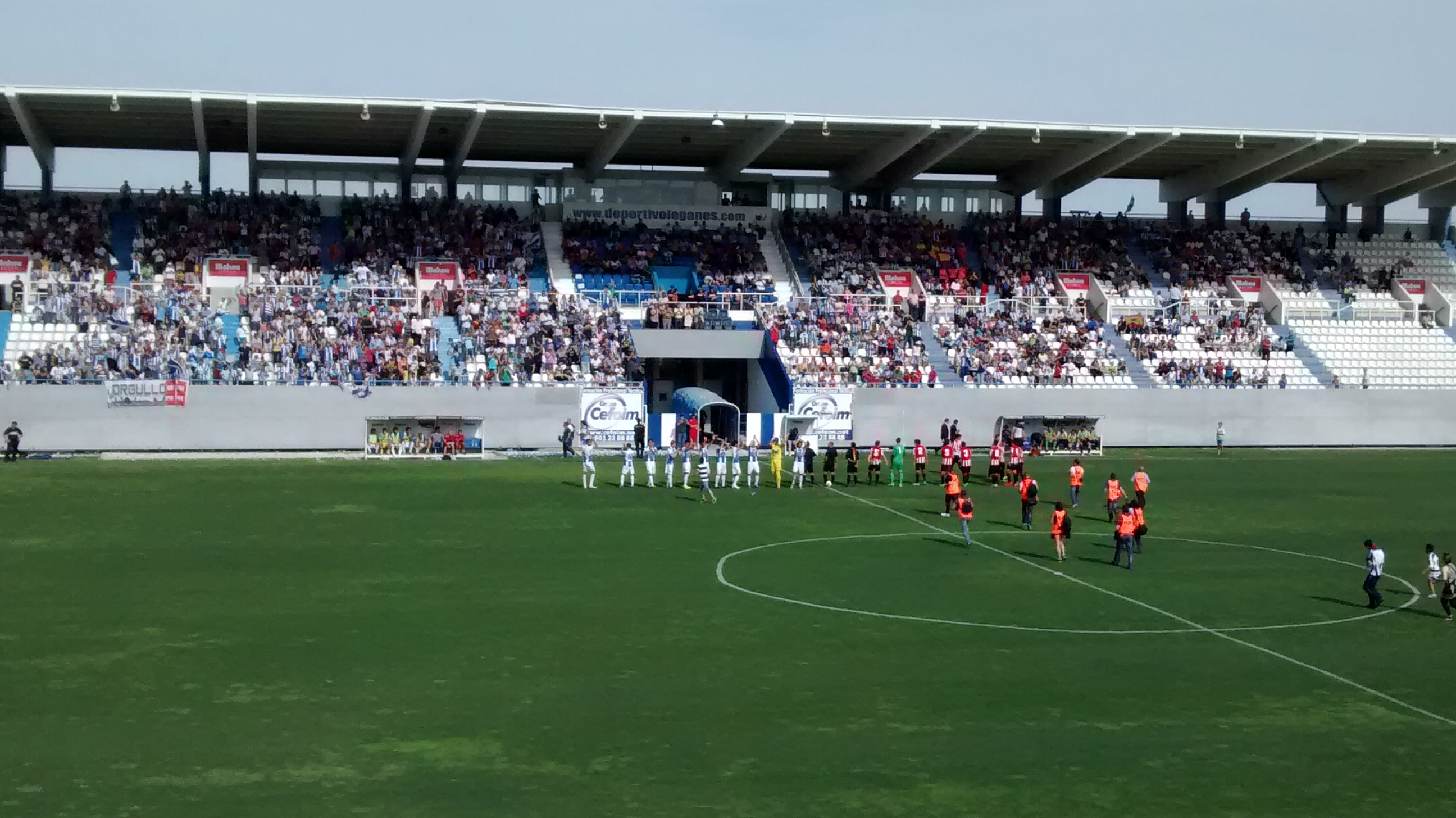
Partido entre el Bilbao Athletic y el C. D. Leganés en el Estadio Municipal de Butarque.

El Bilbao Athletic, antiguo Athletic Club "B", es el primer equipo filial del club.
El nombre de Bilbao Athletic obedece a la voluntad de homenajear a uno de los dos primeros equipos de fútbol con que contó Bilbao en el origen del fútbol en Vizcaya. La historia del Bilbao Athletic comenzó mucho antes de su fundación oficial. En 1938, España estaba inmersa en la guerra civil, la liga se había suspendido y el Athletic, que había perdido a la mayoría de sus jugadores, buscaba una fórmula para poder participar en el campeonato regional con un equipo aceptable. Al considerar que los jugadores disponibles no eran de garantías para afrontar dicho torneo, el Athletic decidió participar con un nombre diferente, al fin de no ensuciar la imagen del original. Por ello, se decidió rescatar el nombre del desaparecido Bilbao Football Club y, de este forma, se utilizó por primera vez el nombre de Bilbao Athletic, aunque eso sí, de forma temporal.
No fue hasta 1964, cuando el Athletic se vio con la necesidad de crear un equipo filial donde poder foguear a sus jugadores. Así, el club recuperó el nombre de Bilbao Athletic e inscribió a este equipo en la segunda división regional de Vizcaya, con el exjugador Piru Gaínza como entrenador. El equipo ascendió al año siguiente a la primera división regional y Piru Gaínza fue ascendido al primer equipo, su cargo lo ocupó otro exjugador; Rafa Iriondo. En la temporada 1965-66 el filial ascendió a la Tercera División de España, en la que se mantuvo dos temporadas, hasta que en la 1968-69 logró el ascenso a Segunda División. Un año más tarde regresaría a tercera, categoría que siete temporadas más tarde se convertiría en la Segunda División B. En esta categoría, el Bilbao Athletic, forma jugadores para su incorporación al primer equipo, pero también se convierte en cantera de entrenadores, como Javier Clemente, Ernesto Valverde y José Luis Mendilibar.
En la temporada 1982-83, el Bilbao Athletic logró el ascenso a Segunda División, con un equipo plagado de jugadores que posteriormente darían el salto al primer equipo, como Julio y Patxi Salinas, Genar Andrinua y Joseba Agirre. Al año siguiente, un Bilbao Athletic dirigido por José Ángel Iribar, logró la mejor clasificación de su historia, siendo subcampeón de la Segunda División A; de la cual Julio Salinas se proclamó Trofeo Pichichi, habiendo marcado 20 goles. En años posteriores el filial se mantuvo en segunda división (a excepción de la temporada 1987-88, en la que descendió para regresar al año siguiente) aportando al primer equipo jóvenes promesas como Ander Garitano, Julen Guerrero, Aitor Larrazabal, Óscar Vales, etc. El Bilbao Athletic descendió de nuevo a Segunda División B la temporada 1995-96, y no fue hasta la 2015-16 cuando consiguió regresar a la categoría de plata, aunque un año después volvió a descender.
El Bilbao Athletic ha aportado muchos jugadores al primer equipo que posteriormente han llegado a consolidarse en Primera División. Entre 2015 y 2017 ascendieron diez jugadores a la primera plantilla: Iñaki Williams, Sabin Merino, Iñigo Lekue, Enric Saborit, Ager Aketxe, Mikel Vesga, Yeray Álvarez, Kepa Arrizabalaga, Unai Núñez e Iñigo Córdoba. Otros casos destacados son los de Aritz Aduriz, Mikel San José, Aymeric Laporte, Iker Muniain, Fernando Llorente y Fernando Amorebieta.

### Club Deportivo Basconia
El Club Deportivo Basconia, es el segundo equipo filial del club.
Fundado como club independiente en 1913, desde 1997 ejerce como el segundo equipo formativo. Actualmente milita en la Tercera División RFEF, y disputa sus encuentros en Artunduaga (Basauri, Vizcaya).

### Filiales femeninos
El equipo femenino cuenta asimismo con dos equipos filiales, el Athletic Club "B" Femenino que compite en la Segunda División de España, y el equipo "C" que disputa la Territorial de Vizcaya (quinta categoría del País Vasco).

## Equipos de formación
En Lezama entrenan 11 equipos:
- 2 equipos alevines masculinos
- 3 equipos infantiles masculinos y 1 femenino
- 2 equipos cadetes (Cadete Liga Vasca), (Cadete División de Honor) y 1 femenino
- 2 equipos juveniles (División de Honor Nacional Juvenil y Liga Nacional Juvenil)